# Nový Oldřichov
Nový Oldřichov (deutsch Ullrichsthal) ist eine Gemeinde des Okres Česká Lípa in der Region Liberec im Norden der Tschechischen Republik, südlich des Lausitzer Gebirges. Sie liegt etwa drei Kilometer südwestlich von Kamenický Šenov (Steinschönau) im Tal des Baches Bystrá (Absbach).

## Gemeindegliederung
Die Gemeinde Nový Oldřichov besteht aus den Ortsteilen  Mistrovice (Meistersdorf) und  Nový Oldřichov (Ullrichsthal), die zugleich auch Katastralbezirke bilden.

## Verkehr
Der Ort lag an der Bahnstrecke Kamenický Šenov–Česká Lípa střelnice.

## Persönlichkeiten
- Ernst Hegenbarth (1867–1944), österreichischer Bildhauer
- Wilhelm Neumann (1877–1944), Internist, Leiter der Tuberkulose-Abteilung im Wiener Wilhelminenspital